# A Man Without Love
Pour la chanson d'Engelbert Hamperdinck, voir Quando m'innamoro.
Chansons représentant le Royaume-Uni au Concours Eurovision de la chanson
I Belong
(1965) Puppet on a String
(1967)
A Man Without Love (en français, Un homme sans amour) est la chanson représentant le Royaume-Uni au Concours Eurovision de la chanson 1966. Elle est interprétée par Kenneth McKellar.

## Histoire
La chanson est une ballade, dans laquelle McKellar compare un homme sans amour et un homme avec de l'amour. Il explique l'homme sans amour est la moitié d'un homme, voire rien mais qu'un homme avec de l'amour est tout.
La chanson est la 18e et dernière présentée au concours, précédée par Come Back to Stay de Dickie Rock pour l'Irlande. Lors de sa prestation au Luxembourg, McKellar porte le kilt traditionnel écossais. À la fin du vote, la chanson obtient huit points (cinq de l'Irlande et trois du Luxembourg) et finit à la 9e place, ce qui est alors le plus mauvais résultat du Royaume-Uni.
La chanson sort en single en mars 1966 et atteint la 30e place des ventes.